# سیارک ۱۵۰۲۱
سیارک ۱۵۰۲۱ (به انگلیسی: 15021 Alexkardon، نامگذاری:1998SX123) پانزده هزار و بیست و یکمین سیارک کشف شده‌است که در ۲۶ سپتامبر ۱۹۹۸ کشف شد.
قدر مطلق سیارک برابر ۱۲٫۳ است.